# Burhanpur
Burhanpur är en stad i delstaten Madhya Pradesh i Indien, och är administrativ huvudort för ett distrikt med samma namn. Folkmängden uppgick till 210 886 invånare vid folkräkningen 2011.
Stadens blomstringstid inföll under stormogulernas tid. Från Akbar den store och Aurangzebs tid finns ett palats och en moské bevarad. Först 1860 kom staden under brittisk kontroll. Den har historiskt varit känd för sin textiltillverkning, av guldtråd, brokad, sidentyger och muslin.